# Structure de régulation des eaux d'Old River
 (décembre 2023).
Si vous disposez d'ouvrages ou d'articles de référence ou si vous connaissez des sites web de qualité traitant du thème abordé ici, merci de compléter l'article en donnant les références utiles à sa vérifiabilité et en les liant à la section « Notes et références ».
La structure de régulation des eaux d'Old River (Old River Control Structure) est un ouvrage construit par le Corps du génie de l'armée des États-Unis au défluent du Mississippi et de l'Atchafalaya afin de préserver la distribution de l'eau entre les deux cours, à 70 % et 30 %, respectivement. L'ouvrage a été conçu pour arrêter l'augmentation du débit coulant depuis le Mississippi dans l'Atchafalaya, en raison du trajet plus court, au dénivelé de plus en plus grand, de ce dernier vers le golfe du Mexique. La structure a été achevée en 1963. Le complexe est situé au point mile 315 sur le Mississippi inférieur, à 506 km en amont du delta du Mississippi.
Sans obstruction, l'Atchafalaya capturerait le débit principal du Mississippi, le détournant hors de Baton Rouge et de La Nouvelle-Orléans. La probabilité de ce phénomène augmente chaque année.
Les détails du système de régulation d'Old River sont décrits dans  la section Atchafalaya de l'ouvrage The Control of Nature (en) par John McPhee.